# Celofyzoidy
Celofyzoidy (Coelophysoidea) – nadrodzina drapieżnych dinozaurów z grupy teropodów
Żyły w okresie późnego triasu i wczesnej jury na wszystkich kontynentach.
Były to średniej wielkości dinozaury (długość ciała do 6 m), poruszjące się na dwóch kończynach. Większość z nich posiadała charakterystyczną szczerbę z przodu górnej szczęki.
Pierwotnie celofyzy były zaliczane do infrarzędu ceratozaurów, ostatnio jednak zaczyna przeważać pogląd, że są one wcześniejszym odgałęzieniem teropodów, niż ceratozaury (zob. klasyfikacja dinozaurów) i zalicza się je (wraz z ceratozaurami i tetanurami) do neoteropodów. Takson neoteropodów obejmuje wszystkie teropody, z wyjątkiem herrerazaurów.

## Taksonomia
Nadrodzina celofyzoidy
- sarkozaur
- haltikozaur
- gojirazaur
- Rodzina celofyzy
  - dolichozuch
  - prokompsognat
  - pterospondyl
  - lilienstern
  - segizaur
  - podokezaur
  - Podrodzina Coelophysinae
    - celofyz
    - megapnozaur
- Rodzina dilofozaury
  - zupajzaur
  - dilofozaur
  - drakowenator